# Federico Pizzarotti
Federico Pizzarotti (Parma, 7 ottobre 1973) è un politico italiano, sindaco di Parma dal 25 maggio 2012 al 1º luglio 2022 e presidente di +Europa dal 26 febbraio 2023 al 10 aprile 2024.

## Biografia
Nato il 7 ottobre 1973 a Parma, dove si è diplomato all'istituto professionale per l'industria e l'artigianato "Primo Levi" nell'indirizzo elettronico, Pizzarotti ha lavorato per molti anni come consulente per banche e istituti finanziari. Al momento dell'elezione a sindaco lavorava come project manager al Credito Emiliano di Reggio Emilia nell'ambito dell'ICT.
Comincia ad occuparsi di politica nel 2009, aderendo al neonato Movimento 5 Stelle di Beppe Grillo e Gianroberto Casaleggio, con il quale si candida consigliere regionale alle elezioni regionali in Emilia-Romagna del 2010 dell'Emilia-Romagna, ma non viene eletto.

### Sindaco di Parma
Nel marzo 2012 si candida per il Movimento 5 Stelle alla carica di sindaco di Parma per le elezioni amministrative del 6 e 7 maggio 2012, successive alle dimissioni del sindaco di centrodestra Pietro Vignali e al commissariamento della città.
Al primo turno ottiene il 19,47% e accede al ballottaggio contro il candidato del centrosinistra Vincenzo Bernazzoli, presidente della provincia di Parma, forte del 39,20% dei consensi. Il 21 maggio Pizzarotti vince il ballottaggio con il 60,22% dei consensi e diviene pertanto sindaco di Parma. Si tratta del primo sindaco di un capoluogo di provincia appartenente al Movimento 5 Stelle.

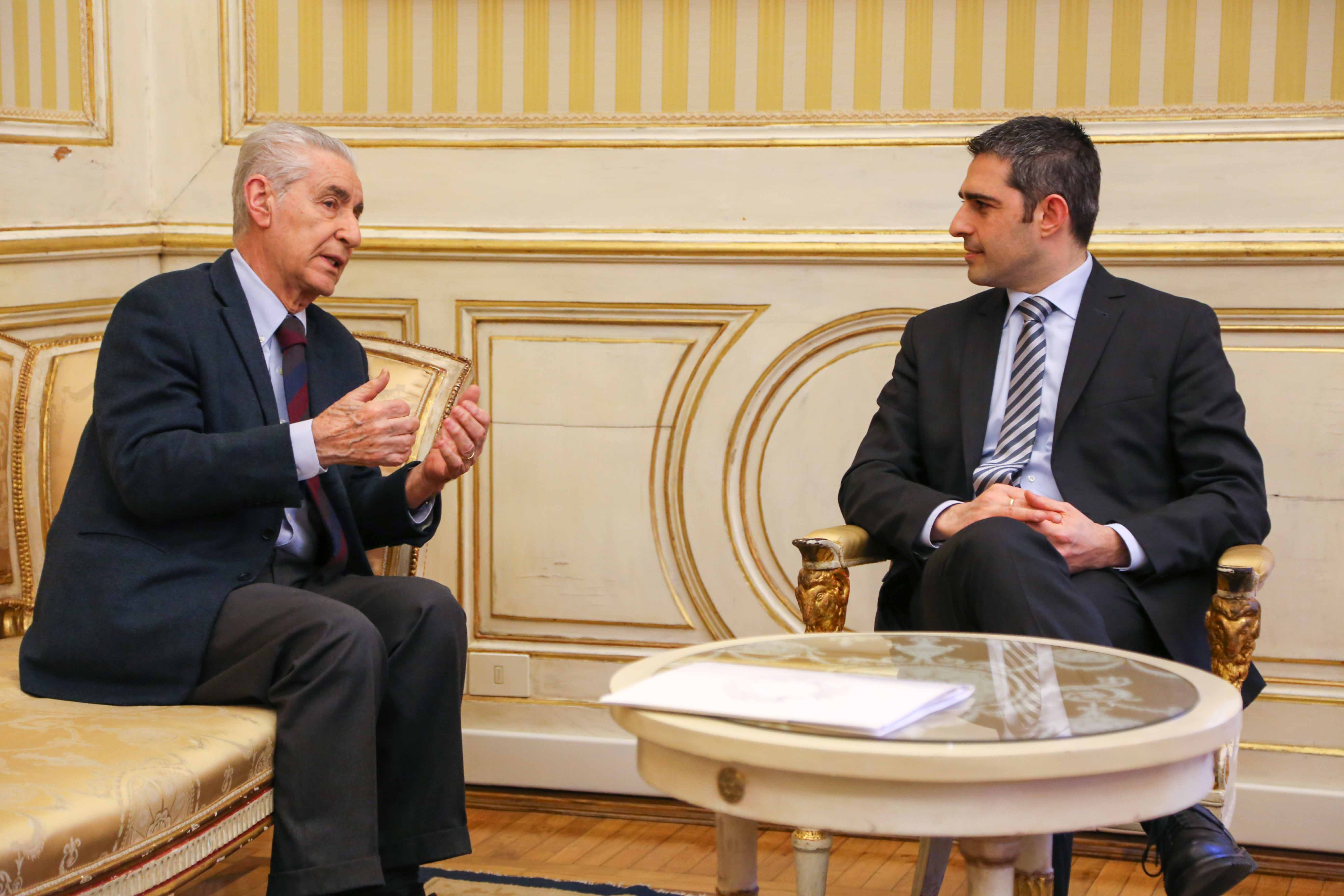
Federico Pizzarotti incontra Stefano Rodotà nel 2014.

Nel novembre 2015 Pizzarotti viene nominato dall'ANCI presidente della Commissione Politiche ambientali, Territorio, Protezione Civile, Energia e Rifiuti.
Nel 2016 Pizzarotti, a seguito dell'uscita dal Movimento 5 Stelle, con 18 dei 19 consiglieri eletti e fuoriusciti dal Movimento insieme a lui, fonda il gruppo consiliare "Effetto Parma".
Il 21 gennaio 2017 Pizzarotti annuncia la decisione di candidarsi per un secondo mandato da sindaco di Parma con una lista indipendente chiamata anch'essa Effetto Parma  ed alleata con Radicali Italiani iniziando il percorso politico che lo porterà in +Europa.
Alle elezioni dell'11 giugno 2017 ottiene il 34,78% dei voti ed accede al ballottaggio con il candidato del centrosinistra Paolo Scarpa, forte del 32,73% dei consensi; al ballottaggio del 25 giugno Pizzarotti viene riconfermato primo cittadino con il 57,87% dei voti.

#### Fuoriuscita dal Movimento 5 Stelle
Nel febbraio 2016, nel suo ruolo di sindaco, è fra gli indagati per abuso d'ufficio in un'inchiesta sulle nomine al Teatro Regio. La notizia a maggio viene pubblicata dalla stampa. Il 13, per non aver reso nota l'apertura dell'inchiesta e per il suo rifiuto d'inviare via email al mittente "staff di Grillo", poiché a suo dire anonimo, le documentazioni legali, il blog del leader annuncia la sospensione del sindaco dal Movimento 5 Stelle, con possibilità di replica entro 10 giorni. Il 23 maggio il sindaco, contestando la sospensione, invia le proprie controdeduzioni e rimane in attesa di risposta.
Il 16 settembre 2016, a seguito dell'archiviazione delle accuse a suo carico, chiede di essere reintegrato all'interno del Movimento; non ricevendo risposta e con il nuovo regolamento, modificato durante la sospensione, il 3 ottobre annuncia il proprio abbandono del Movimento 5 Stelle.

### Italia in Comune e la Lista Civica Nazionale
Nel 2018 fonda il movimento politico Italia in Comune, definitosi il "Partito dei Sindaci", che si presenta alle elezioni regionali del 2019 in Abruzzo, Sardegna e Piemonte. Nelle elezioni abruzzesi il movimento Abruzzo in Comune, schierato a supporto del candidato di centro-sinistra Giovanni Legnini, ottiene il 3,89% dei consensi ed elegge un consigliere, mentre alle elezioni sarde la lista Sardegna in Comune, composta da Italia in Comune Sardegna, Possibile, Futura e Radicales Sardos e schierata a supporto del candidato di centro-sinistra Massimo Zedda ottiene il 2,5% dei consensi ed elegge un consigliere (tutte e tre le tornate elettorali vengono vinte dai candidati del centrodestra: Alberto Cirio per il Piemonte, Marco Marsilio per l'Abruzzo e Christian Solinas per la Sardegna).
Nel 2019 il movimento si allea inizialmente con la Federazione dei Verdi in vista delle elezioni di maggio per il Parlamento europeo, salvo poi ripensarci e scegliere +Europa. Alle elezioni europee del 26 maggio è candidato nella Circoscrizione Nord Est per +Europa: si piazza secondo con 22 127 preferenze, ma non viene eletto in quanto la lista non supera la soglia minima d'accesso.
Nel 2022, allo scadere del suo secondo mandato, con il suo movimento Effetto Parma sostiene la candidatura a sindaco del suo assessore tecnico alla cultura Michele Guerra, sostenuto anche dal centro-sinistra; Guerra verrà eletto come suo successore alla guida della città emiliana.
In vista delle elezioni politiche anticipate del 25 settembre 2022 lancia la "Lista Civica Nazionale", una formazione di amministratori di centro-sinistra cui aderisce anche "L'Italia C'è", associazione politica fondata dal deputato di Italia Viva Gianfranco Librandi e dall'ex vicesegretario di +Europa Piercamillo Falasca. La formazione di Pizzarotti non ha bisogno di raccogliere le firme in vista delle elezioni grazie al partito di Matteo Renzi il cui gruppo alla Camera il 1º agosto cambia denominazione in "Italia Viva - Italia C’è”. Il 7 agosto Pizzarotti annuncia l'alleanza tra la Lista Civica Nazionale e Italia Viva, che viene tuttavia interrotta il 22 agosto a seguito di contrasti sulla composizione delle liste. Pizzarotti sarebbe stato candidato in terza posizione nel collegio plurinominale Emilia-Romagna 02 dietro al capolista Carlo Calenda e a Lisa Noja.

### Presidente di +Europa e la candidatura alle europee con Azione
A novembre 2022 annuncia la sua iscrizione a +Europa e, contestualmente, anche la sua candidatura all'imminente terzo congresso del partito che determinerà il successore di Benedetto Della Vedova come segretario. Il 26 febbraio 2023, durante il congresso di +Europa la sua mozione congressuale "Energie Nuove per +Europa" risulta la più votata tra gli iscritti e viene eletto presidente del partito con 203 voti dei delegati, succedendo a Riccardo Magi, a sua volta eletto segretario, grazie un accordo tra i due.
Il 10 aprile 2024, in rottura con +Europa a seguito della decisione di coalizzarsi con Italia Viva per le elezioni europee di quell'anno, Pizzarotti lascia il partito e annuncia la sua candidatura al Parlamento europeo nella circoscrizione nord-orientale per la lista Siamo Europei, formata da Azione e altri partiti minori. Con oltre 11 000 preferenze si piazza terzo ma la lista non supera la soglia di sbarramento.

## Vita privata
Appassionato di informatica, teatro e judo, è sposato dal 2003 con Cinzia Piastri.

## Opere
- Federico Pizzarotti, Matteo Incerti, Cittadini a 5 stelle. La partecipazione in rete che vince sui partiti, Reggio Emilia, Aliberti Editore, 2012, ISBN 8874249519.
- Federico Pizzarotti, Marta Serafini, Il primo cittadino, Torino, ADD Editore, 2013, ISBN 8867830600.
- Federico Pizzarotti, Marcello Frigeri, Una rivoluzione normale, Milano, Mondadori, 2016, ISBN 8891810169.
- Federico Pizzarotti, Marcello Frigeri, Il meglio deve ancora venire, Milano, Piemme, 2019, ISBN 978-88-566-7311-1.